# Selado
Selado é uma elevação portuguesa localizada no concelho da Madalena, ilha do Pico, arquipélago dos Açores.
Este acidente geológico tem o seu ponto mais elevado a 631 metros de altitude acima do nível do mar. Próximo a esta elevação encontra-se a aldeia do Campo Raso e a elevação do Cabeço do João Homem.